# Colonie agricole et pénitentiaire de Mettray
La colonie agricole et pénitentiaire de Mettray est un établissement créé en 1839 pour réhabiliter les délinquants les plus jeunes, situé à Mettray, en Indre-et-Loire. Fermé en 1939, cet établissement, en dépit  de ses principes fondateurs idéalistes, à savoir éduquer et rééduquer les jeunes délinquants par le travail de la terre, est considéré comme l'ancêtre des bagnes pour enfants.

## Historique

### Création
La création, à la fin des années 1830, de la colonie agricole et pénitentiaire de Mettray, est liée au mouvement philanthropique et à ses réflexions sur le statut des enfants et l'univers carcéral. À l’époque, la séparation entre détenus majeurs et détenus mineurs n’existe pas. Quelques humanistes décident d’aménager la vie des jeunes délinquants jusqu’ici emprisonnés avec les adultes. Cinq d’entre eux vont jouer un rôle déterminant.
Alexis de Tocqueville, magistrat réformiste et député influent, rapporteur de plusieurs commissions et projets de loi sur les prisons, se rend aux États-Unis pour y étudier le système pénitentiaire. En 1833 il publie, avec Gustave de Beaumont, un opuscule intitulé Écrits sur le système pénitentiaire en France et à l'étranger, (ou du système pénitentiaire aux États-Unis et de son application en France). Ils préconisent, pour réformer les prisons françaises, deux systèmes d'incarcération : celui de la prison de Cherry Hill (Philadelphie) et l'établissement correctionnel d'Auburn. La prison de Cherry Hill est basée sur l'isolement cellulaire individuel (principe de panoptique de Bentham décrit par Michel Foucault dans Surveiller et punir). Celle d'Auburn, qui servira de modèle à Mettray, est fondée sur le silence, le travail en atelier collectif et l'enfermement la nuit.
Le 3 décembre 1832, une circulaire du comte d’Argout, ministre du Commerce et des Travaux publics rappelle aux préfets leurs obligations en matière de « placement en apprentissage des enfants jugés en vertu de l’article 66 du code pénal de 1810 ». Cet article, qui n'est alors jamais appliqué, concerne les délinquants de moins de 16 ans acquittés et ayant agi sans discernement. Il établit une nette distinction entre la sanction pénale appliquée aux condamnés et la mesure éducative qui seule convient à ces enfants.
Charles Lucas, inspecteur général des prisons du Royaume (1833), est favorable à la séparation des enfants et des adultes incarcérés. Après avoir envisagé la création de quartiers distincts, il préconise la création d’institutions (colonies agricoles) destinées à « sauver le colon par la terre et la terre par le colon ».
C'est au vicomte Louis-Hermann de Bretignières de Courteilles et à Frédéric-Auguste Demetz que revient la tâche de concrétiser cette idée. Le premier, riche propriétaire tourangeau, préside la commission qui étudie la réforme des prisons départementales. Il met à la disposition du projet une propriété de sept cents hectares. Demetz, avocat et conseiller à la Cour royale, effectue un voyage à l’étranger en compagnie de l'architecte Guillaume Abel Blouet (États-Unis, Angleterre, Belgique, Hollande, Allemagne) pour y recueillir des idées concernant la construction des locaux et le système éducatif de la future colonie. 
Le 4 juin 1839, la Société Paternelle est créée avec comme administrateurs Alexis de Tocqueville, l'architecte Abel Blouet, Lamartine et le vicomte de Flavigny, conseiller général d'Indre-et-Loire. Le conseil d'administration est présidé par le comte de Gasparin, ancien ministre de l'Intérieur, pair de France et Frédéric-Auguste Demetz devient vice-président et directeur de la Colonie.
Cet établissement privé comporte, outre le réfectoire et les dortoirs, une chapelle, des ateliers, des étables, des fermes-écoles, de vastes champs cultivés et même une carrière de pierres. Il accueille les jeunes garçons acquittés par les tribunaux pour avoir agi sans discernement, ceux condamnés à des peines d'enfermement supérieures à six mois et n'excédant pas deux ans, les mineurs détenus par voie de correction paternelle, les enfants de l'Assistance publique placés par les services départementaux et, après la loi du 22 juillet 1912, les jeunes placés par les tribunaux.
La banque Goüin est chargée de la gestion des biens de la colonie de Mettray. Entre 1839 et 1937, la famille Goüin est constamment représentée au conseil d'administration de « La Paternelle », dont dépend la Colonie, notamment par l'intermédiaire d'Eugène Goüin, qui la préside de 1881 à 1904.

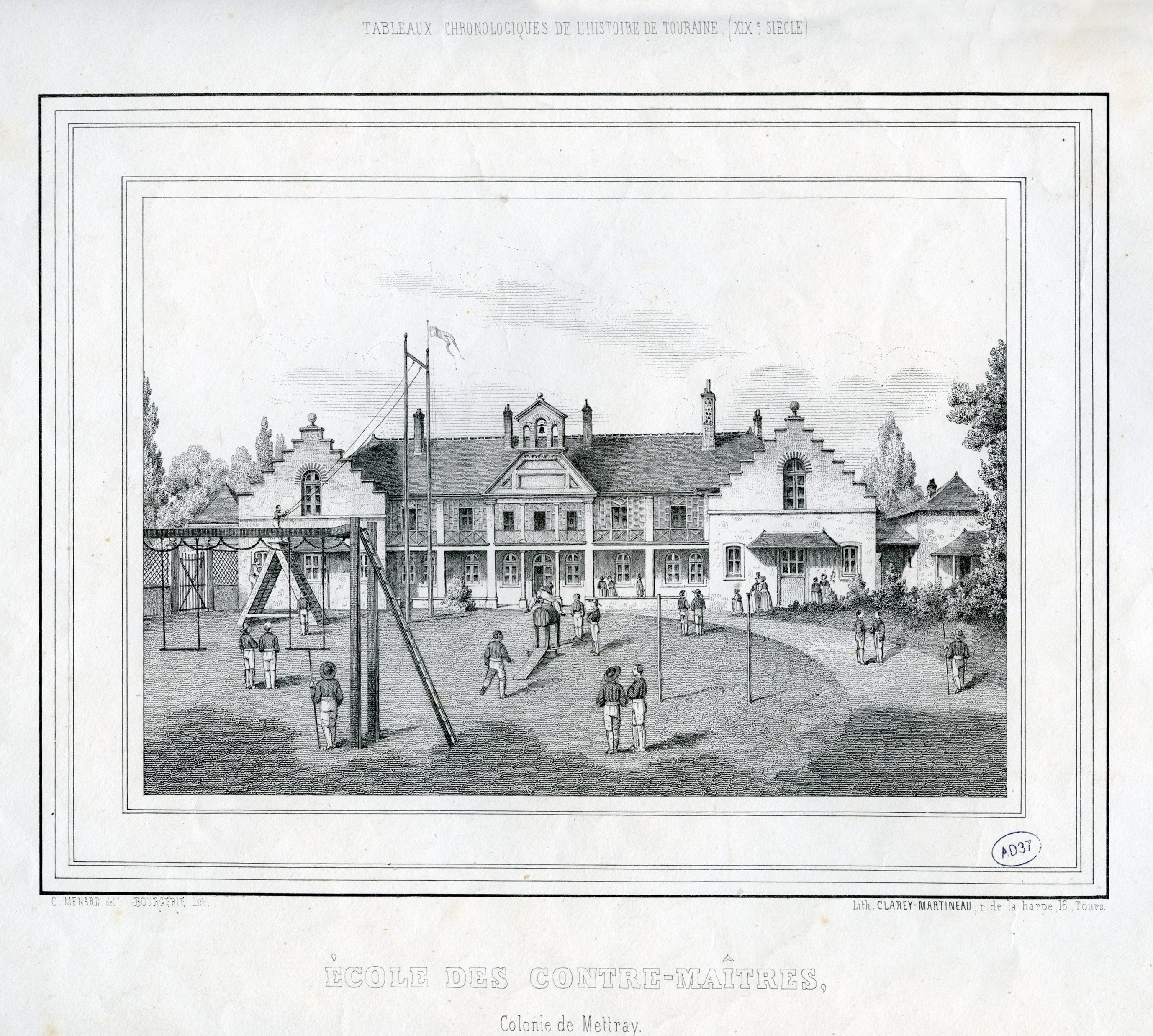
Écoles de gymnastique et des contre-maîtres
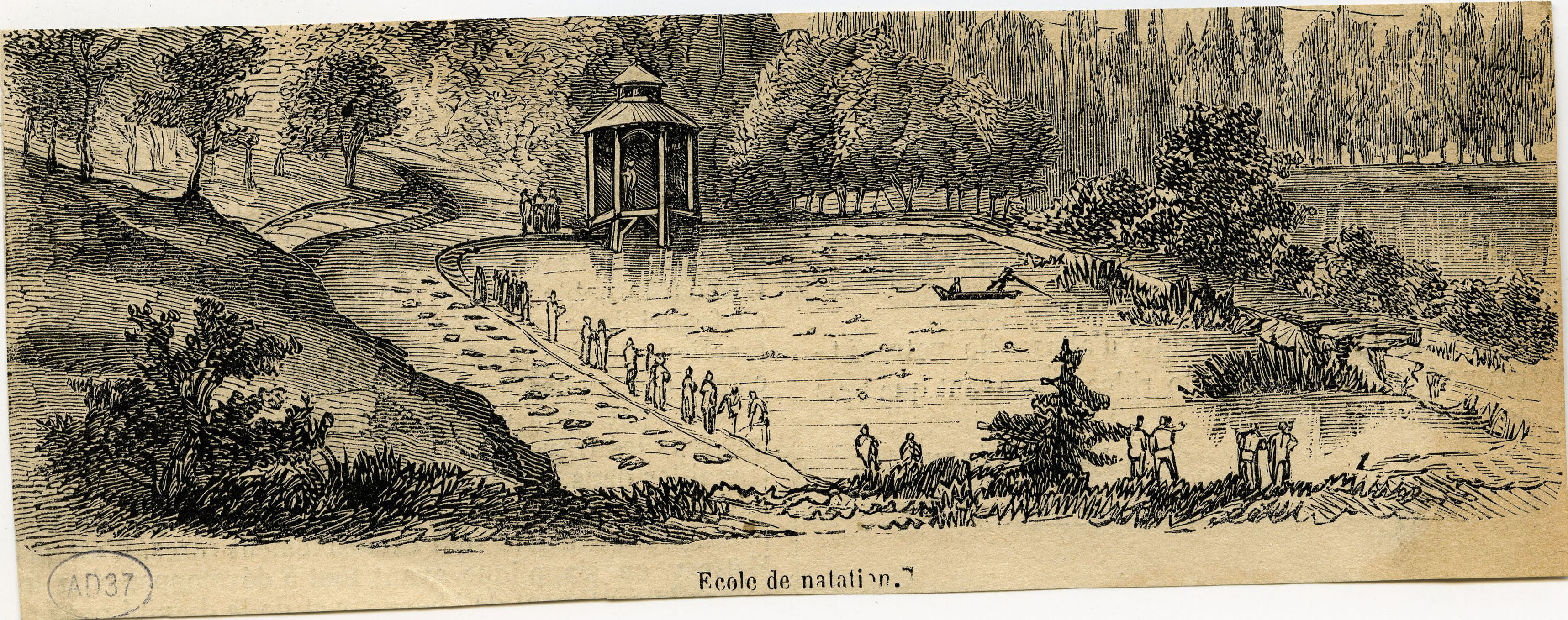
École de natation
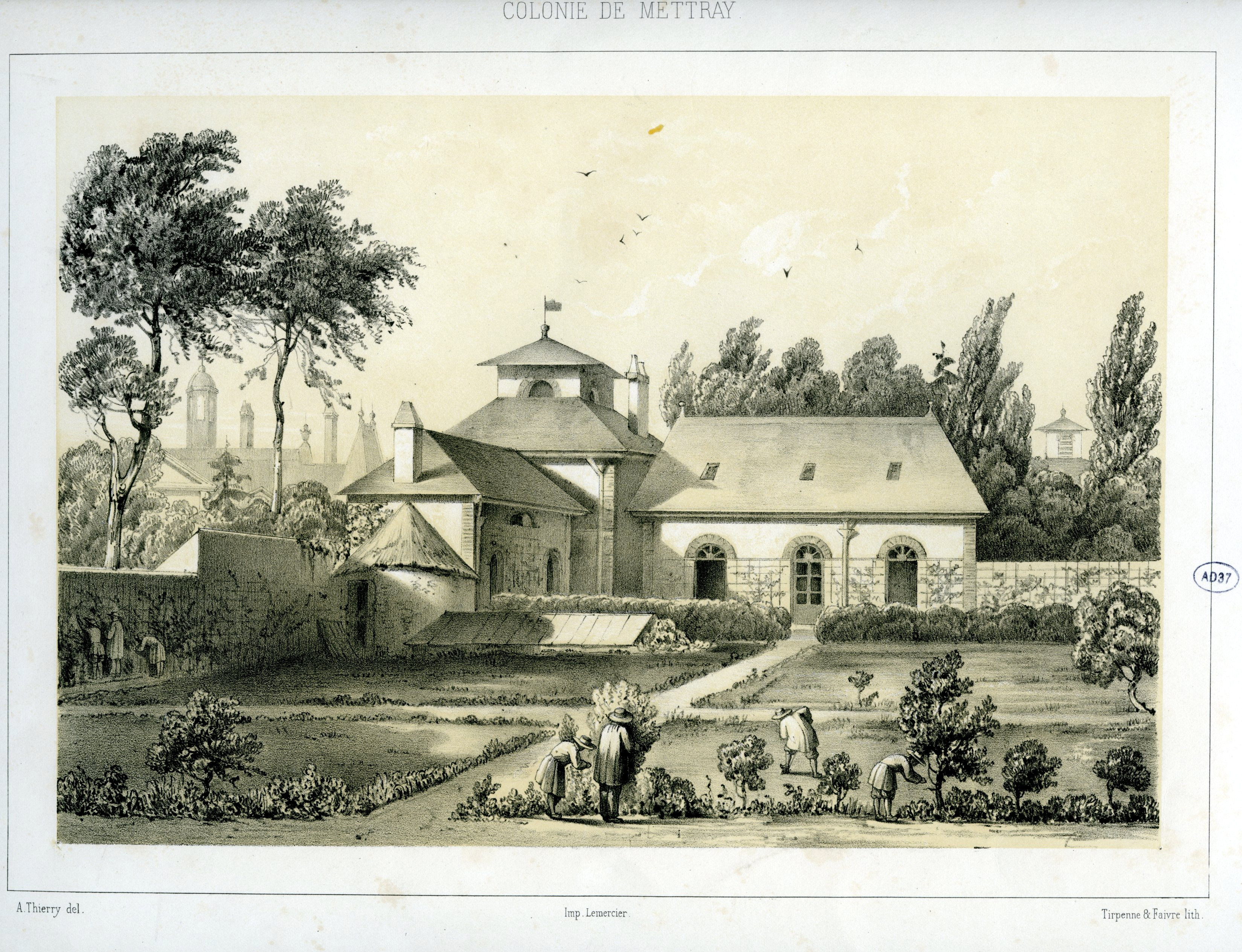
École d'horticulture
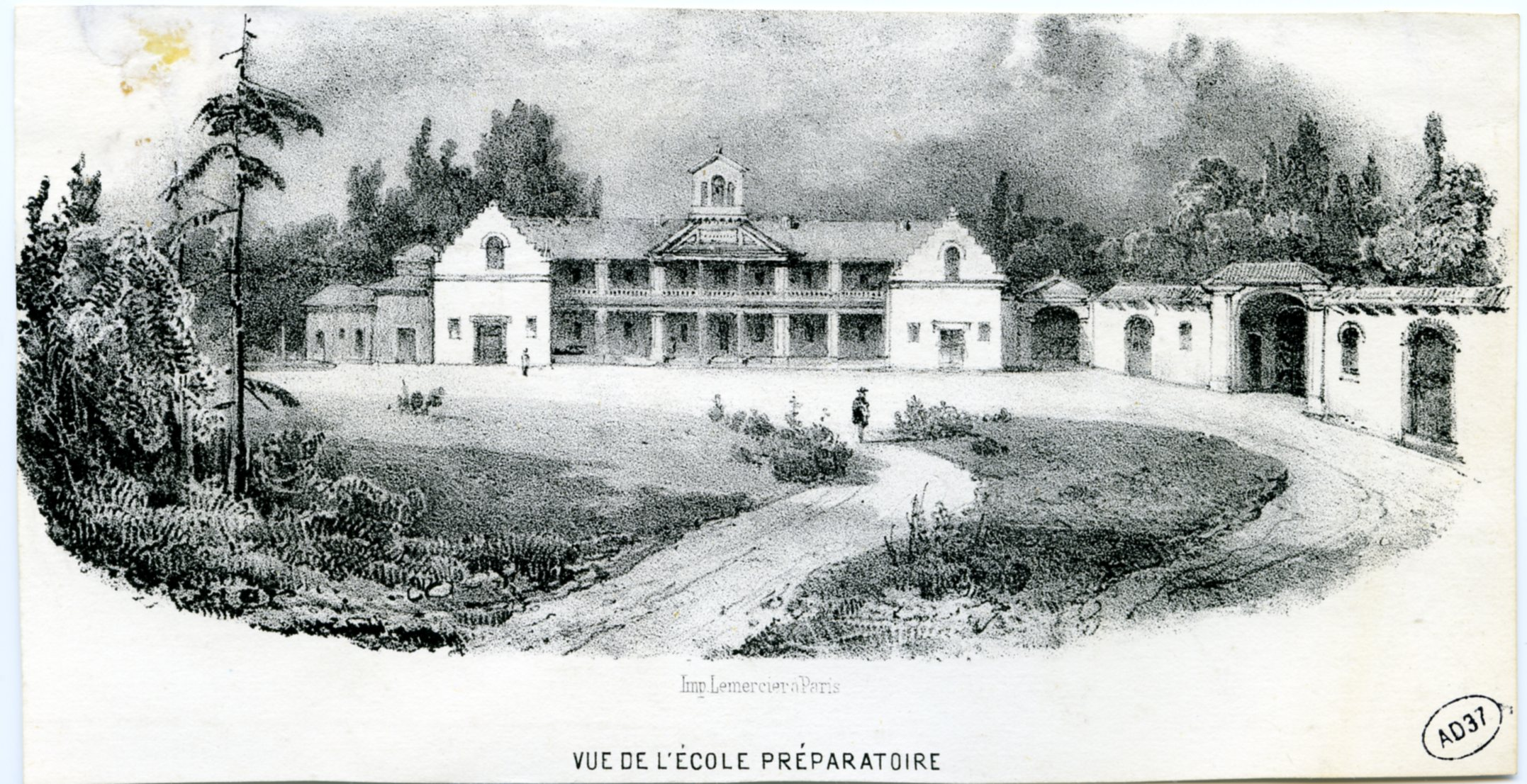
École préparatoire
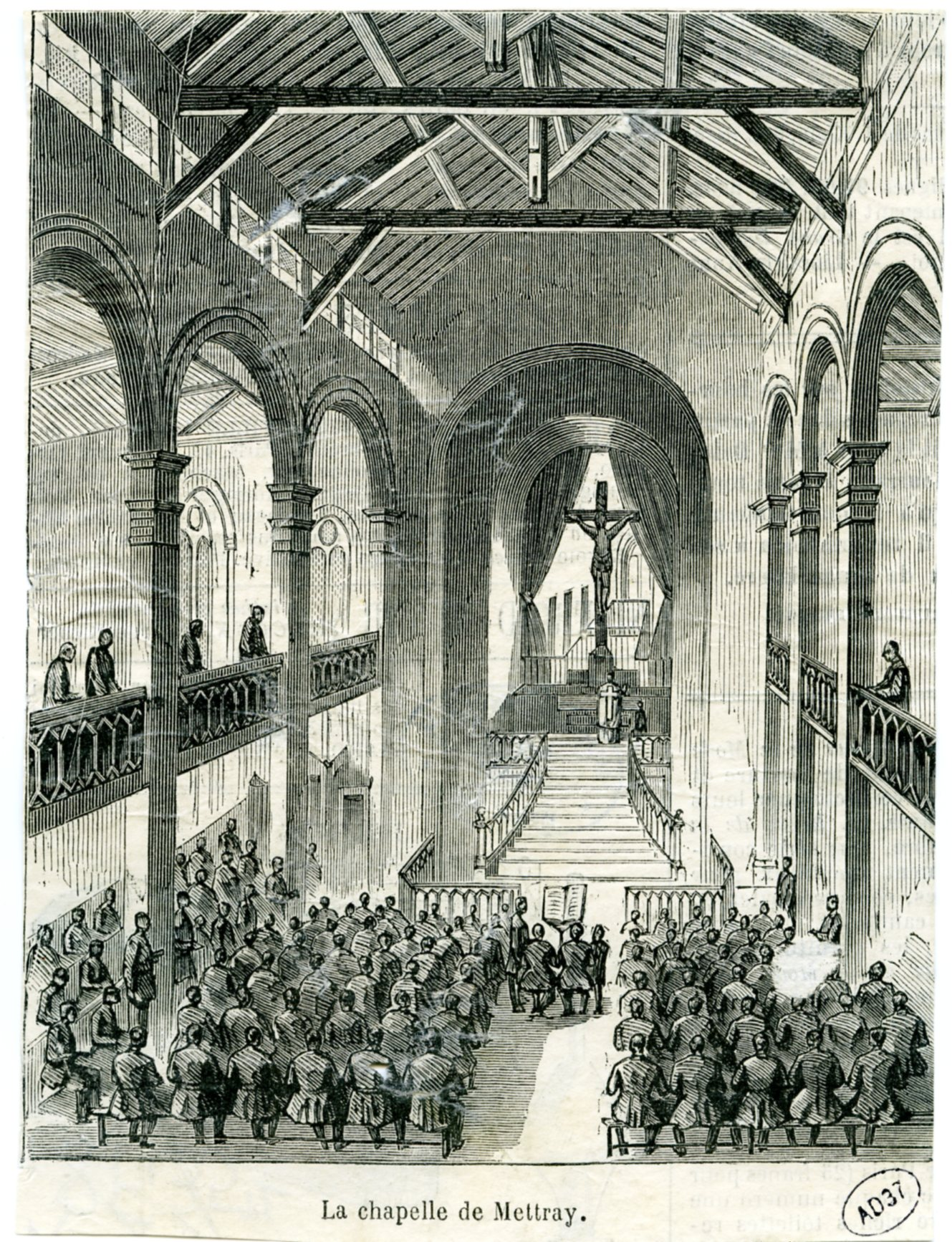
Chapelle

### Contremaîtres, colons et surveillants
L’un des bâtiments, abritant l’école des contremaîtres et situé à proximité des pavillons qui accueilleront les futurs colons, est mis en service avant leur arrivée. L'école ouvre ses portes en juillet 1839, accueillant une première promotion d'une vingtaine de moniteurs, choisis pour leur moralité. On leur prodigue à la fois un enseignement général et un enseignement professionnel. À l'origine, les contremaîtres ont un rôle prépondérant : présents vingt-quatre heures sur vingt-quatre, ils sont chargés de la formation professionnelle, de l’enseignement et du quotidien.
Les premiers colons, au nombre de huit et issus de la centrale pénitentiaire de Fontevraud, arrivent à Mettray le 22 janvier 1840. Au fronton du portail d’entrée, ils découvrent cette maxime : « Mieux vaut prévenir que réprimer ». La colonie rencontre très vite un vif succès. En 1842, Demetz  crée « l’Agence de la Paternelle », destinée à recueillir des fonds, à placer et à suivre les colons après leur libération. De Courteilles décède en 1852 et Demetz prend seul la direction de la colonie. En 1855, il ouvre une section (La Maison Paternelle) réservée aux fils de famille placés par mesure de correction. Le séjour, court et coûteux, accueille les rejetons de la noblesse et fait vivre la colonie jusqu'en 1910,.
Il y a deux sortes de colons, les sédentaires et les cultivateurs. Ils sont classés d'après leurs aptitudes et toute personne extérieure à la colonie qui cherche un apprenti peut consulter le classement pour y trouver les compétences dont il a besoin, ainsi que le tableau d'honneur des colons concernés.

### Règlement

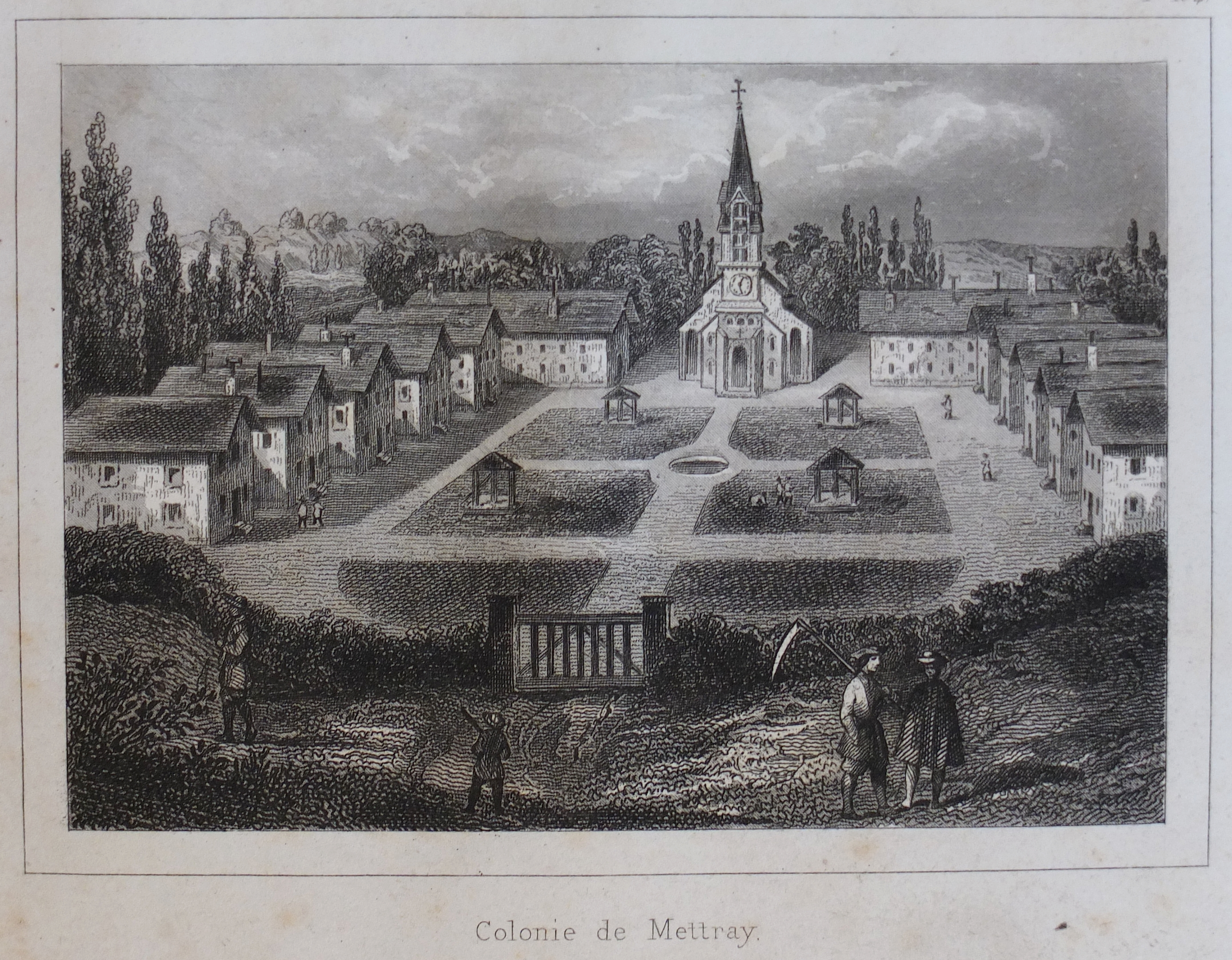
Vue de la colonie de Mettray, gravure dans Un Colon de Mettray, d'Eugène Nyon, publié en 1845.

La colonie de Mettray est organisée en divisions de 24 enfants (ou  familles), regroupés « d'après leur âge et leur conduite ». Chaque famille, identifiée par une lettre et le nom d'une personnalité tutélaire liée à l'agriculture, est divisée en deux sections, dirigées chacune par un chef de section choisi parmi les élèves et nommé par eux-mêmes. Chaque division est placée sous la responsabilité d'un contremaître « chef de famille » et hébergée dans un pavillon identifié par sa lettre. À l'étage, un vaste dortoir où les jeunes colons tendent les hamacs dans lesquels ils dorment (couvre-feu à 21h15), en attendant le réveil sonné d'abord par une cloche, et plus tard, militairement, au clairon (à 5 heures du mois d'avril au mois de septembre, à 6 heures le reste de l'année). La journée est rythmée par les prières et le travail, effectué en silence.
Les pensionnaires font l'objet d'une surveillance constante. Ils ont la tête rasée une fois par mois et portent un uniforme.

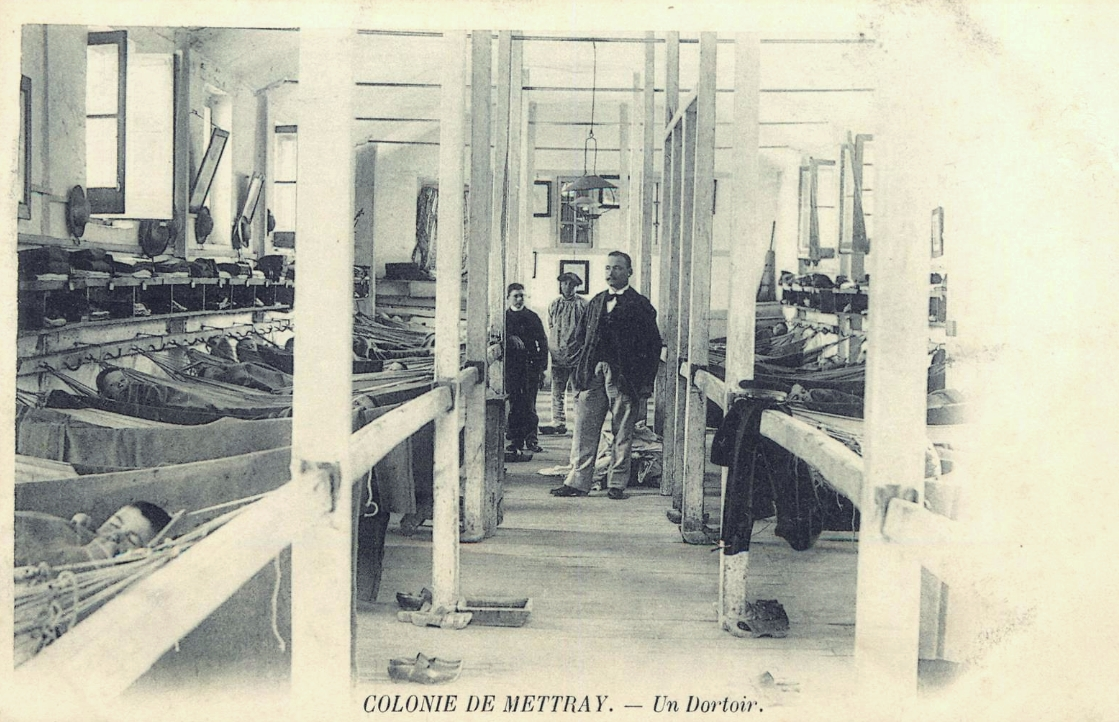
Carte postale vers 1910, un dortoir.

Les élèves sont logés, nourris et instruits gratuitement, mais ils doivent subvenir à toutes les autres dépenses. Pour ce faire, les sommes qui leur sont dues au titre de leurs travaux sont portées sur un livret et celles qu'ils dépensent au magasin de la colonie en sont déduites, la rétribution du travail étant fixée « de manière à ce que le montant annuel du gain n'excède pas d'une proportion déterminée la somme nécessaire pour subvenir aux dépenses laissées à la charge de l'élève » (règlement, article 109).
L'instruction (une heure par jour avec un peu de calcul, de lecture et d'écriture) tient peu de place. Elle s'arrête dès que le personnel estime que le niveau atteint est suffisant, « pour ne point donner aux élèves des connaissances qui, relativement à l'état actuel de l'instruction du peuple, seraient peu en rapport avec la condition qu'ils doivent occuper en sortant de la Colonie » (règlement, article 55).
Le travail est pénible, la nourriture médiocre : pour une journée, 750 grammes de pain rassis (« de la surveille » et distribué en quatre fois), un litre de soupe maigre au déjeuner et au dîner, accompagné chaque fois de légumes secs. Le jeudi et le dimanche, les pensionnaires ont droit à la soupe grasse accompagnée de 75 grammes de viande cuite désossée.
Les fautes sont sanctionnées par des amendes, des retenues, la réclusion en cellule au pain et à l'eau (lorsqu'il y a insubordination ou mauvaise conduite). Le règlement prévoit cependant que « les élèves ne peuvent jamais être frappés » (règlement, article 148) et que « aucun genre de travail ne pourra être considéré comme objet de punition » (règlement, article 150), de même « [qu']aucune punition n'entraîne pour l'élève puni la suspension du travail » (règlement, article 152).
Malgré la présence d'une infirmerie et d'un service médical, les décès, par accident, maladie, meurtre ou suicide, sont monnaie courante. Les estropiés et les malades chroniques qui ne peuvent plus exercer leur activité laborieuse doivent quitter la colonie (règlement, article 220).

### Déclin et fermeture
Demetz meurt le 2 novembre 1873, après avoir maintenu, pendant 35 ans, l'idéal philanthropique de la Paternelle. Son successeur, Blanchard, issu de l'école des contremaîtres, parvient à maintenir l'esprit des fondateurs jusqu’à sa mort en 1884. Ses successeurs : de Cayla (1884-1887) et Cluze (1887-1905), laissent se développer une discipline très militaire, où les surveillants se substituent progressivement aux contremaîtres. Parallèlement, l'enseignement s'éloigne de l'agriculture pour s'orienter vers l'industrie, et l'encadrement se spécialise avec des surveillants-contremaîtres (ou contremaître d’atelier, précurseur de l’éducateur technique spécialisé) et le surveillant (précurseur de l’éducateur spécialisé). L'institution, portée au début par l'enthousiasme de ses promoteurs, va alors connaître des problèmes financiers et péricliter. Visée par des campagnes de presse contre « les bagnes d’enfants », elle finit par être fermée en 1939. Pendant la durée de son activité, Mettray vit passer entre ses murs plus de 17 000 enfants.

### Période contemporaine
Sur le même site, l’association « La Paternelle » installe en 1953 un institut médico-professionnel accueillant des jeunes garçons déficients intellectuels et des jeunes en grande difficulté « en vue de leur protection, l’éducation et la réadaptation des jeunes en danger moral, inadaptés, et handicapés ». Elle y gère aujourd'hui un dispositif ITEP (Institut Thérapeutique Educatif et Pédagogique) mixte.
Le site est inscrit aux monuments historiques le 11 septembre 2003.

## Notoriété

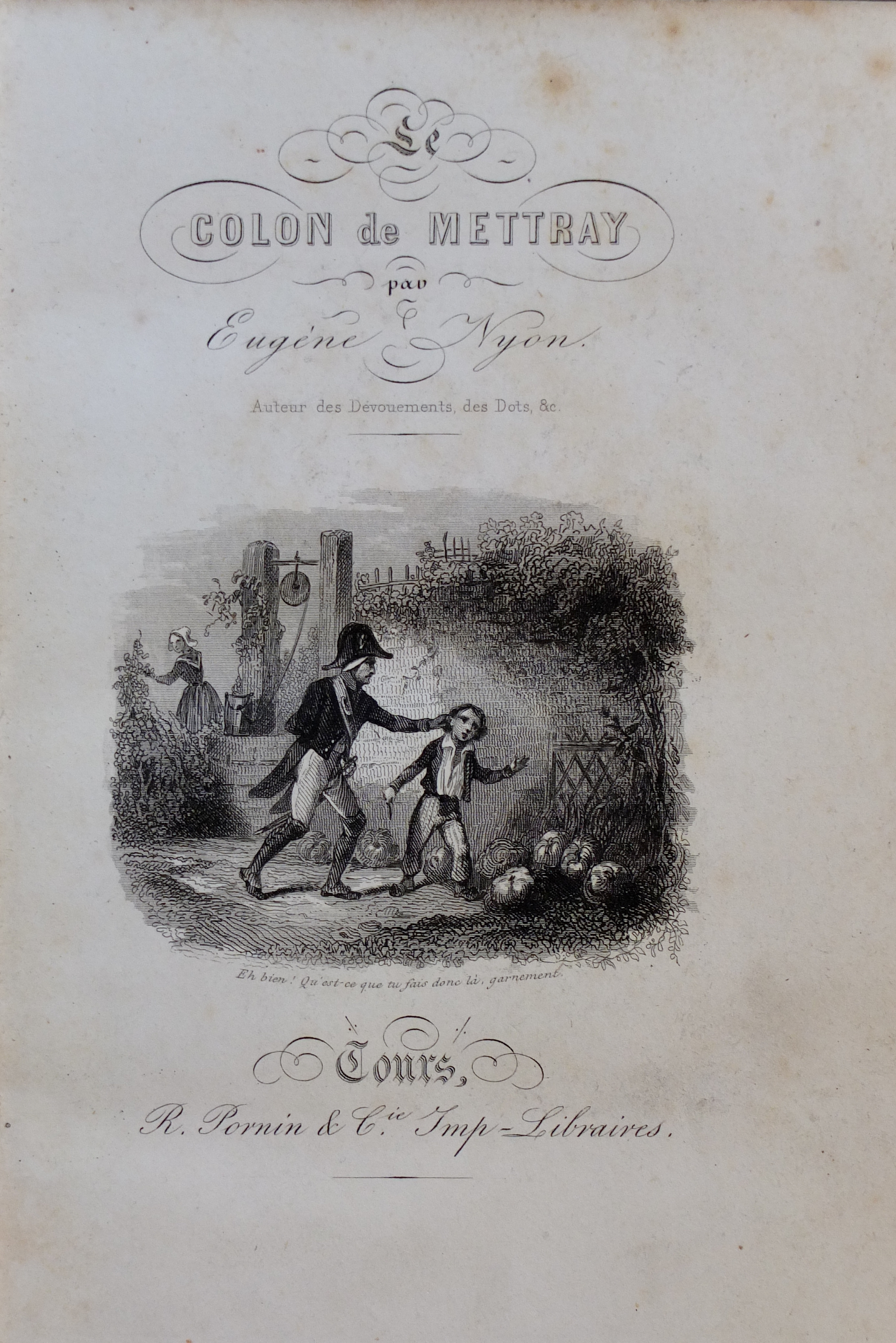
Le Colon de Mettray, récit célèbre d'Eugène Nyon.

Ferdinand Fabre évoque Mettray dans le tome 3 de La petite mère : « Mettray, comme chacun le sait, est une colonie pénitentiaire de jeunes détenus, créée vers 1839. Un homme d'un grand cœur, M. de Metz, conseiller à la cour de Paris, frappé d'une pitié douloureuse à la vue de tant d'enfants, condamnés, chaque jour, pour des fautes commises sans discernement et qu'on jette dans des maisons de correction, d'où ils sortent rarement corrigés, songea à ouvrir à ces infortunés un asile aux champs. Là, non-seulement on les appliquerait à la culture de la terre; là, selon leurs aptitudes, ils pourraient non-seulement être exercés à divers métiers, qui les mettraient à même plus tard de gagner leur vie honorablement ; mais sous l'influente d'une direction douce, bienveillante, religieuse, on travaillerait à les délivrer peu à peu de la lèpre des mauvais instincts. Aidé par la Société paternelle du département de la Seine, surtout par les dons généreux de M. de Bretignères de Courteilles, M. de Metz choisit un terrain au pays de Touraine, et la colonie agricole de Mettray fut fondée. » (pages 206-207 Le combat de la fabrique Bergonnier)
Les présidents de la République en exercice Louis Napoléon Bonaparte, en 1849, et Patrice de Mac Mahon, en 1877, visiteront la colonie.
L'écrivain français Jean Genet a évoqué dans son livre Miracle de la Rose l'expérience qu'il a vécue à Mettray. Il l'évoque également dans son autobiographie Journal du voleur (aux pages 197 et 198 de la collection Folio), et dit de cette prison que si elle « comblait (ses) goûts amoureux » elle « blessa (sa) sensibilité ». Il en parle comme d'un « endroit vil ». Il écrit dans le Miracle de la rose : « Chaque paysan touchant une prime de cinquante francs par colon évadé qu'il ramenait, c'est une véritable chasse à l'enfant, avec fourches, fusils et chiens qui se livrait jour et nuit dans la campagne de Mettray ».
Pour Michel Foucault, la spécificité de Mettray c'est d'être « Le modèle où se concentrent toutes les technologies coercitives du comportement. [...] Les chefs et les sous-chefs à Mettray ont à fabriquer des corps à la fois dociles et capables. [...] Dressage qui s'accompagne d'une observation permanente [...] les cadres avaient à vivre au plus près des colons [...] Et pour les former eux-mêmes, on avait organisé, dans la colonie, une école spécialisée. [...] ils étaient "soumis comme élèves à la discipline qu'ils devaient comme professeurs imposer plus tard" . »

## Pensionnaires célèbres
Autour de la colonie de Mettray se sont rencontrées les plus grandes figures de leur temps : Alexis de Tocqueville, Alphonse de Lamartine, ou Louise Colet. Plus tard, d’autres s’attacheront à dénoncer les pratiques répressives qui y sévissent : les « plumes » de l'Assiette au beurre, et le journaliste Alexis Danan s'y intéressent également.
- Michel Verne, fils de Jules Verne, en 1877.
- Jean Genet (1910-1986), de 1926 à 1929.
- Alexandre Saint-Yves d'Alveydre pendant la direction Frédéric-Auguste Demetz.

## Dirigeants

### Liste des directeurs[16]
- 1839-1852 : Frédéric-Auguste Demetz (en) et  vicomte Louis Hermann de Bretignières de Courteilles
- 1852-1873 : Frédéric-Auguste Demetz (en)
- 1873-1884 : Louis-Nicolas Blanchard
- 1884-1887 : Roger-Marie de Cayla
- 1887-1905 : commandant Philippe Cluze
- 1905-1911 : colonel Emmanuel Lorenzo
- 1911-1921 : Paul-Émile Brun
- 1922-1932 : Jacques Mathieu Lardet
- 1932-1938 : Ernest Voisin

### Liste des présidents de la Société Paternelle[17]
- 1839-1862 : Comte Adrien de Gasparin
- 1866-1881 : Édouard Drouyn de Lhuys
- 1881-1904 : Eugène Goüin
- 1904-1909 : Georges Picot
- 1909-1915 : René Bérenger
- 1916-1919 : Alphonse Chodron de Courcel
- 1919-1936 : Henri Berthelemy
- 1948 : Ernest Voisin
- 1950 : M. de Renty
- 1963-1999 : M. Boulard

## Pour en savoir plus